# Załuczne
Załuczne ist ein Dorf der Gemeinde Czarny Dunajec im Powiat Nowotarski der Woiwodschaft Kleinpolen in Polen in der Region Podhale. Das Dorf liegt zwischen den Orava-Podhale-Beskiden und der Talsenke Kotlina Nowotarska ca. 12 km nordwestlich von Nowy Targ. Es ist der westlichste Ort in der Region Podhale.

## Sehenswürdigkeiten
Der Ort wurde 1596 angelegt. Der Ortsname lässt sich als Hinter dem Bogen übersetzen und geht darauf zurück, dass der Weg vom benachbarten Ort Odrowąż hier einen Bogen macht. Im Ort befindet sich eine moderne Kirche, die der Dreieinigkeit geweiht ist.

## Tourismus
Es geht in Załuczne ruhiger zu als in den benachbarten Skiorten Zakopane oder Kościelisko. Die touristische Infrastruktur wird ausgebaut. 

## Galerie

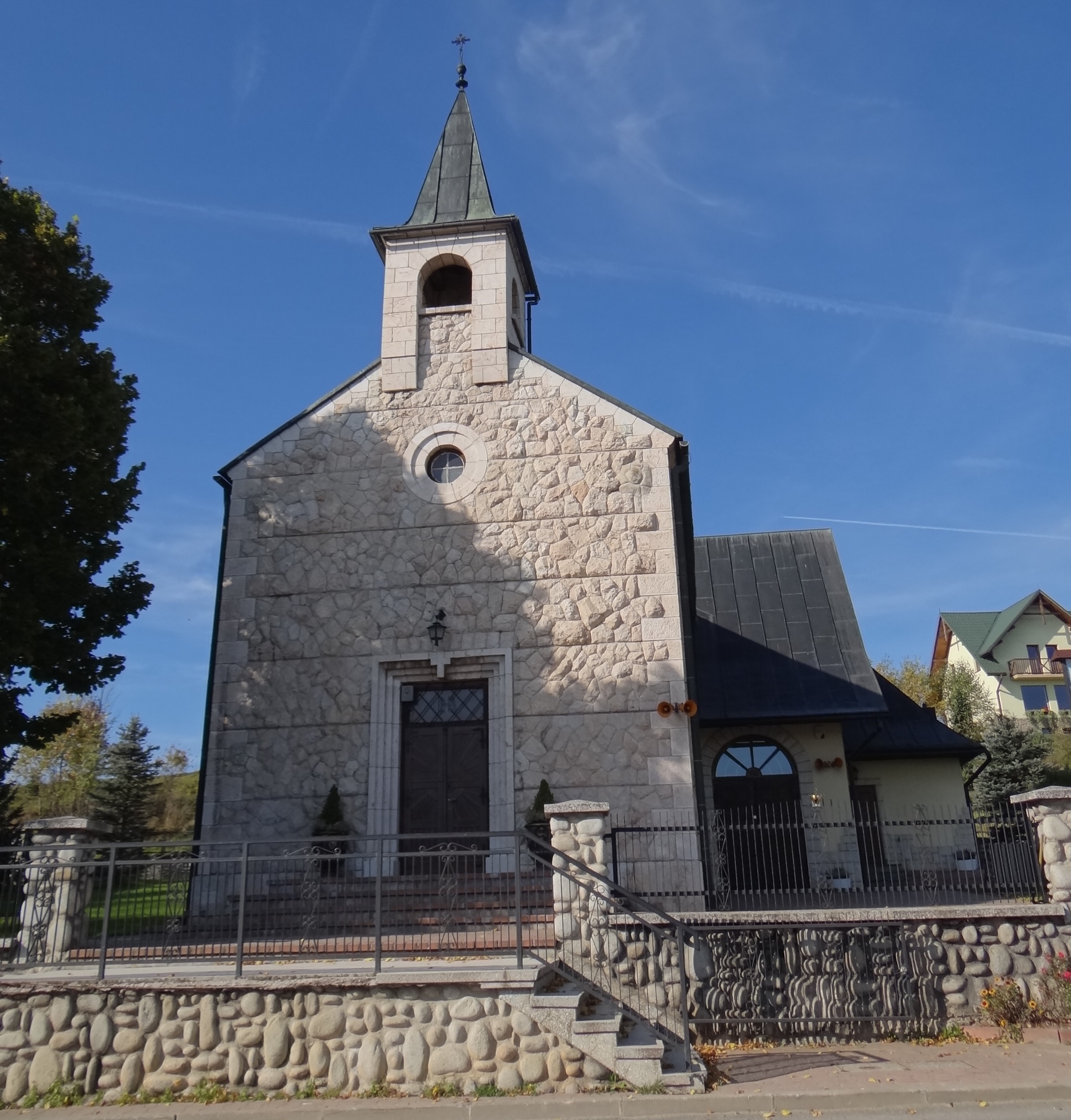
Dreieinigkeitskirche
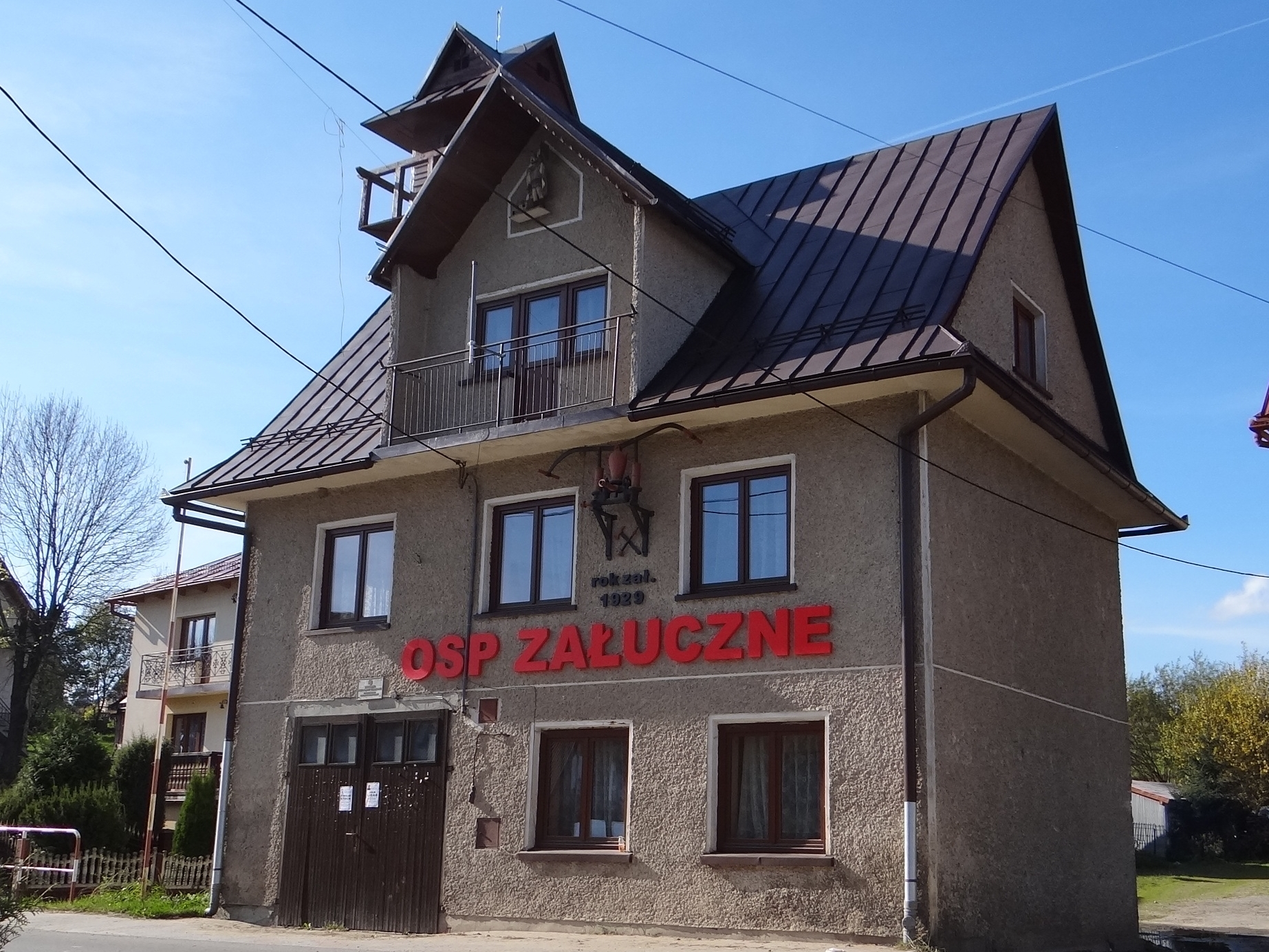
Feuerwehr